# Prolabeops nyongensis
Prolabeops nyongensis är en fiskart som beskrevs av Daget, 1984. Prolabeops nyongensis ingår i släktet Prolabeops och familjen karpfiskar. IUCN kategoriserar arten globalt som otillräckligt studerad. Inga underarter finns listade i Catalogue of Life.